# Матілда Годжкінс-Берн
Матілда Годжкінс-Берн (1 жовтня 1994 , Вестмінстер, Великий Лондон ) — британська веслувальниця, бронзова призерка Олімпійських ігор 2024 року.

## Виступи на Олімпіадах
| Олімпіада  | Дисципліна     | Місце |
| ---------- | -------------- | ----- |
| Токіо 2020 | парні четвірки | 7     |
| Париж 2024 | парні двійки   | 3     |

## Зовнішні посилання
- Матілда Годжкінс-Берн на сайті World Rowing (англійська)
- Матілда Годжкінс-Берн на сайті Olympics.com (англійська)
- Матілда Годжкінс-Берн на сайті Olympedia (англійська)
- Матілда Годжкінс-Берн на сайті British Olympic Association (англійська)